# Suður-Kerlingahnúkur
Kerlingahnúkar är en bergstopp i republiken Island. Den ligger i regionen Suðurland, 160 km öster om huvudstaden Reykjavík. Toppen på Kerlingahnúkar är 777 meter över havet, eller 208 meter över den omgivande terrängen. Bredden vid basen är 3,8 km.
Trakten runt Kerlingahnúkar är nära nog obefolkad, med mindre än två invånare per kvadratkilometer. Det finns inga samhällen i närheten. Trakten runt Kerlingahnúkar består i huvudsak av gräsmarker.